# Premiership Rugby (2017/2018)
Premiership Rugby 2017/2018 – trzydziesta pierwsza edycja Premiership Rugby, najwyższego poziomu rozgrywek w rugby union w Anglii. Organizowane przez Rugby Football Union zawody odbyły się w dniach 1 września 2017 – 26 maja 2018 roku, a tytułu bronił zespół Exeter.
Rozgrywki toczyły się w pierwszej fazie systemem ligowym w okresie jesień-wiosna, a czołowa czwórka awansowała do półfinałów. Tytuł mistrzowski zdobył zespół Saracens. Najwięcej punktów w sezonie zdobył Owen Farrell, zaś trzech zawodników zdobyło po trzynaście przyłożeń będących najlepszym wynikiem tej edycji.

## Faza grupowa
| 1 września 201719:45 | Gloucester                                                                                               | 28:21(14:14) | Exeter                                                                              | Kingsholm Stadium, Gloucester Widzów: 15547 Sędzia: Matt Carley |
| 1 września 201719:45 | Ben Morgan 5 (P) Billy Burns 6 (3pd) Billy Twelvetrees 2 (pd) Jason Woodward 5 (P) Jeremy Thrush 10 (2P) | 28:21(14:14) | Gareth Steenson 4 (2pd) Henry Slade 2 (pd) Olly Woodburn 5 (P) Sam Simmonds 10 (2P) | Kingsholm Stadium, Gloucester Widzów: 15547 Sędzia: Matt Carley |
| 1 września 201719:45 | Gareth Steenson                                                                                          | 28:21(14:14) |                                                                                     | Kingsholm Stadium, Gloucester Widzów: 15547 Sędzia: Matt Carley |

| 1 września 201719:45 | Newcastle Falcons | 35:8(10:3) | Worcester Warriors                   | Kingston Park, Newcastle upon Tyne Widzów: 5875 Sędzia: Wayne Barnes |
| 1 września 201719:45 | Alex Tait 5 (P) Craig Willis 2 (pd) Juan Pablo Socino 5 (P) Kyle Cooper 5 (P) Rob Vickers 5 (P) Sonatane Takulua 13 (2pd 3K) | 35:8(10:3) | Josh Adams 5 (P) Tom Heathcote 3 (K) | Kingston Park, Newcastle upon Tyne Widzów: 5875 Sędzia: Wayne Barnes |

| 2 września 201714:00 | Saracens | 55:24(41:3) | Northampton Saints                                            | Twickenham Stadium Londyn Widzów: 56532 Sędzia: Craig Maxwell-Keys |
| 2 września 201714:00 | Alex Lozowski 15 (P 5pd) Ben Spencer 5 (P) Brad Barritt 5 (P) Richard Wigglesworth 5 (P) Schalk Brits 5 (P) Sean Maitland 15 (3P) Vincent Koch 5 (P) | 55:24(41:3) | Harry Mallinder 9 (3pd K) Lewis Ludlam 5 (P) Tom Wood 10 (2P) | Twickenham Stadium Londyn Widzów: 56532 Sędzia: Craig Maxwell-Keys |

| 2 września 201715:00 | London Wasps                                                                                            | 50:35(31:14) | Sale Sharks | Ricoh Arena, Coventry Widzów: 12018 Sędzia: JP Doyle |
| 2 września 201715:00 | Alex Rieder 5 (P) Christian Wade 5 (P) Dan Robson 20 (4P) Jimmy Gopperth 15 (6pd K) Will Rowlands 5 (P) | 50:35(31:14) | AJ MacGinty 10 (5pd) Ben Curry 5 (P) Byron McGuigan 5 (P) Denny Solomona 5 (P) Faf de Klerk 5 (P) Josh Strauss 5 (P) | Ricoh Arena, Coventry Widzów: 12018 Sędzia: JP Doyle |

| 2 września 201716:45 | London Irish                                                                           | 39:29(21:10) | Harlequins | Twickenham Stadium Londyn Widzów: 56532 Sędzia: Tom Foley |
| 2 września 201716:45 | Brendan McKibbin 5 (P) Ofisa Treviranus 5 (P) Tommy Bell 24 (P 2pd 5K) Topsy Ojo 5 (P) | 39:29(21:10) | Charlie Walker 5 (P) Danny Care 5 (P) Demetri Catrakilis 4 (2pd) Joe Marchant 5 (P) Marcus Smith 5 (pd K) Marland Yarde 5 (P) | Twickenham Stadium Londyn Widzów: 56532 Sędzia: Tom Foley |
| 2 września 201716:45 | Demetri Catrakilis · Mike Brown                                                        | 39:29(21:10) | | Twickenham Stadium Londyn Widzów: 56532 Sędzia: Tom Foley |

| 3 września 201715:00 | Leicester Tigers                                           | 23:27(8:21) | Bath                                                                  | Welford Road, Leicester Widzów: 22582 Sędzia: Luke Pearce |
| 3 września 201715:00 | George Ford 8 (pd 2K) Jonny May 10 (2P) Manu Tuilagi 5 (P) | 23:27(8:21) | Max Clark 10 (2P) Rhys Priestland 12 (3pd 2K) Semesa Rokoduguni 5 (P) | Welford Road, Leicester Widzów: 22582 Sędzia: Luke Pearce |
| 3 września 201715:00 | Kahn Fotualiʻi · Matt Banahan · Matt Garvey                | 23:27(8:21) |                                                                       | Welford Road, Leicester Widzów: 22582 Sędzia: Luke Pearce |

| 8 września 201719:45 | Sale Sharks         | 12:13(3:0) | Newcastle Falcons                             | AJ Bell Stadium, Manchester Widzów: 4510 Sędzia: Andrew Jackson |
| 8 września 201719:45 | AJ MacGinty 12 (4K) | 12:13(3:0) | Sonatane Takulua 6 (2K) karne przyłożenie – 7 | AJ Bell Stadium, Manchester Widzów: 4510 Sędzia: Andrew Jackson |
| 8 września 201719:45 | Marc Jones          | 12:13(3:0) | Alex Tait                                     | AJ Bell Stadium, Manchester Widzów: 4510 Sędzia: Andrew Jackson |

| 9 września 201714:00 | Bath                                                                                            | 31:21(14:0) | Saracens                                                                        | The Recreation Ground, Bath Widzów: 14482 Sędzia: Wayne Barnes |
| 9 września 201714:00 | Francois Louw 5 (P) Freddie Burns 4 (2pd) Rhys Priestland 12 (2dg 2K) Semesa Rokoduguni 10 (2P) | 31:21(14:0) | Alex Lozowski 3 (K) Ben Spencer 5 (P) Owen Farrell 6 (2K) karne przyłożenie – 7 | The Recreation Ground, Bath Widzów: 14482 Sędzia: Wayne Barnes |
| 9 września 201714:00 | Taulupe Faletau                                                                                 | 31:21(14:0) |                                                                                 | The Recreation Ground, Bath Widzów: 14482 Sędzia: Wayne Barnes |

| 9 września 201715:00 | Exeter | 37:7(20:0) | London Irish                           | Sandy Park, Exeter Widzów: 8536 Sędzia: Craig Maxwell-Keys |
| 9 września 201715:00 | Don Armand 10 (2P) Gareth Steenson 10 (2pd 2K) Henry Slade 5 (P) Olly Woodburn 5 (P) karne przyłożenie – 7 | 37:7(20:0) | Alex Lewington 5 (P) Tommy Bell 2 (pd) | Sandy Park, Exeter Widzów: 8536 Sędzia: Craig Maxwell-Keys |

| 9 września 201715:00 | Harlequins                                                                                                 | 28:17(17:3) | Gloucester                                                                           | Twickenham Stoop, Londyn Widzów: 12919 Sędzia: Luke Pearce |
| 9 września 201715:00 | Charlie Walker 5 (P) Dave Ward 5 (P) Demetri Catrakilis 3 (K) Marcus Smith 10 (2pd 2K) Marland Yarde 5 (P) | 28:17(17:3) | Billy Burns 5 (pd K) Billy Twelvetrees 2 (pd) Freddie Clarke 5 (P) Jacob Rowan 5 (P) | Twickenham Stoop, Londyn Widzów: 12919 Sędzia: Luke Pearce |

| 9 września 201716:30 | Northampton Saints                                                                   | 24:11(17:3) | Leicester Tigers                   | Franklin’s Gardens, Northampton Widzów: 15203 Sędzia: JP Doyle |
| 9 września 201716:30 | Dylan Hartley 5 (P) Harry Mallinder 9 (3pd K) Luther Burrell 5 (P) Tom Collins 5 (P) | 24:11(17:3) | George Ford 6 (2K) Jonny May 5 (P) | Franklin’s Gardens, Northampton Widzów: 15203 Sędzia: JP Doyle |
| 9 września 201716:30 | Mike Williams                                                                        | 24:11(17:3) |                                    | Franklin’s Gardens, Northampton Widzów: 15203 Sędzia: JP Doyle |

| 10 września 201715:00 | Worcester Warriors                                  | 10:24(7:10) | London Wasps                                                                         | Sixways Stadium, Worcester Widzów: 7735 Sędzia: Tom Foley |
| 10 września 201715:00 | Biyi Alo 5 (P) Sam Olver 3 (K) Tom Heathcote 2 (pd) | 10:24(7:10) | Jimmy Gopperth 9 (3pd K) Josh Bassett 5 (P) Marcus Watson 5 (P) Willie le Roux 5 (P) | Sixways Stadium, Worcester Widzów: 7735 Sędzia: Tom Foley |

| 15 września 201719:45 | Northampton Saints                                                                    | 24:6(12:6) | Bath                   | Franklin’s Gardens, Northampton Widzów: 12457 Sędzia: Tom Foley |
| 15 września 201719:45 | Courtney Lawes 5 (P) David Ribbans 10 (2P) George North 5 (P) Harry Mallinder 4 (2pd) | 24:6(12:6) | Rhys Priestland 6 (2K) | Franklin’s Gardens, Northampton Widzów: 12457 Sędzia: Tom Foley |

| 15 września 201719:45 | Worcester Warriors                | 10:41(3:24) | Exeter                                                                                                  | Sixways Stadium, Worcester Widzów: 7023 Sędzia: Ian Tempest |
| 15 września 201719:45 | Biyi Alo 5 (P) Sam Olver 5 (pd K) | 10:41(3:24) | Gareth Steenson 16 (5pd 2K) Jack Nowell 5 (P) Jonny Hill 5 (P) Olly Woodburn 5 (P) Sam Simmonds 10 (2P) | Sixways Stadium, Worcester Widzów: 7023 Sędzia: Ian Tempest |
| 15 września 201719:45 | Stu Townsend                      | 10:41(3:24) | | Sixways Stadium, Worcester Widzów: 7023 Sędzia: Ian Tempest |

| 15 września 201720:00 | Sale Sharks                                                                                               | 36:7(24:0) | London Irish              | AJ Bell Stadium, Manchester Widzów: 4572 Sędzia: Wayne Barnes |
| 15 września 201720:00 | AJ MacGinty 11 (4pd K) Denny Solomona 10 (2P) Josh Charnley 5 (P) Mark Jennings 5 (P) Ross Harrison 5 (P) | 36:7(24:0) | karne przyłożenie – 7     | AJ Bell Stadium, Manchester Widzów: 4572 Sędzia: Wayne Barnes |
| 15 września 201720:00 | Halani Aulika                                                                                             | 36:7(24:0) | Blair Cowan · Blair Cowan | AJ Bell Stadium, Manchester Widzów: 4572 Sędzia: Wayne Barnes |

| 16 września 201715:00 | Leicester Tigers                                           | 24:10(21:0) | Gloucester                                    | Welford Road, Leicester Widzów: 20008 Sędzia: Craig Maxwell-Keys |
| 16 września 201715:00 | Ben Youngs 10 (2P) George Ford 9 (3pd K) Nick Malouf 5 (P) | 24:10(21:0) | Billy Twelvetrees 5 (pd K) Josh Hohneck 5 (P) | Welford Road, Leicester Widzów: 20008 Sędzia: Craig Maxwell-Keys |

| 16 września 201717:00 | Newcastle Falcons                             | 7:29(7:13) | Saracens                                                        | Talen Energy Stadium, Chester Widzów: 6271 Sędzia: JP Doyle |
| 16 września 201717:00 | Sonatane Takulua 2 (pd) Vereniki Goneva 5 (P) | 7:29(7:13) | Chris Wyles 5 (P) Owen Farrell 17 (pd 5K) karne przyłożenie – 7 | Talen Energy Stadium, Chester Widzów: 6271 Sędzia: JP Doyle |
| 16 września 201717:00 | Vereniki Goneva                               | 7:29(7:13) |                                                                 | Talen Energy Stadium, Chester Widzów: 6271 Sędzia: JP Doyle |

| 17 września 201715:00 | London Wasps                                                   | 21:24(13:11) | Harlequins                                                       | Ricoh Arena, Coventry Widzów: 15308 Sędzia: Andrew Jackson |
| 17 września 201715:00 | Christian Wade 5 (P) Danny Cipriani 11 (pd 3K) Tom Cruse 5 (P) | 21:24(13:11) | Charlie Walker 5 (P) Marcus Smith 14 (pd 4K) Marland Yarde 5 (P) | Ricoh Arena, Coventry Widzów: 15308 Sędzia: Andrew Jackson |
| 17 września 201715:00 | Danny Cipriani · James Haskell                                 | 21:24(13:11) | Kyle Sinckler                                                    | Ricoh Arena, Coventry Widzów: 15308 Sędzia: Andrew Jackson |

| 22 września 201719:45 | Gloucester                                                          | 24:19(17:6) | Worcester Warriors                        | Kingsholm Stadium, Gloucester Widzów: 12430 Sędzia: Wayne Barnes |
| 22 września 201719:45 | Billy Burns 9 (3pd K) Billy Twelvetrees 5 (P) Ollie Thorley 10 (2P) | 24:19(17:6) | Perry Humphreys 10 (2P) Ryan Mills 9 (3K) | Kingsholm Stadium, Gloucester Widzów: 12430 Sędzia: Wayne Barnes |
| 22 września 201719:45 | Donncha O’Callaghan                                                 | 24:19(17:6) |                                           | Kingsholm Stadium, Gloucester Widzów: 12430 Sędzia: Wayne Barnes |

| 23 września 201715:00 | Bath | 32:33(10:19) | Newcastle Falcons | The Recreation Ground, Bath Widzów: 14121 Sędzia: Craig Maxwell-Keys |
| 23 września 201715:00 | Charlie Ewels 5 (P) Jonathan Joseph 5 (P) Matt Banahan 5 (P) Rhys Priestland 12 (3pd 2K) Semesa Rokoduguni 5 (P) | 32:33(10:19) | Chris Harris 5 (P) DTH van der Merwe 5 (P) Joel Hodgson 4 (2pd) Mark Wilson 5 (P) Rob Vickers 5 (P) Sonatane Takulua 9 (P 2pd) | The Recreation Ground, Bath Widzów: 14121 Sędzia: Craig Maxwell-Keys |

| 23 września 201715:00 | Harlequins                                                                                    | 28:31(9:11) | Leicester Tigers                                                               | Twickenham Stoop, Londyn Widzów: 14418 Sędzia: Ian Tempest |
| 23 września 201715:00 | Alofa Alofa 5 (P) Danny Care 5 (P) Marcus Smith 11 (pd 3K) Mat Luamanu 5 (P) Tim Swiel 2 (pd) | 28:31(9:11) | George Ford 16 (2pd 4K) Greg Bateman 5 (P) Jonny May 5 (P) Telusa Veainu 5 (P) | Twickenham Stoop, Londyn Widzów: 14418 Sędzia: Ian Tempest |
| 23 września 201715:00 | Will Collier                                                                                  | 28:31(9:11) | Ellis Genge                                                                    | Twickenham Stoop, Londyn Widzów: 14418 Sędzia: Ian Tempest |

| 23 września 201715:00 | Saracens                                                                                               | 41:13(17:3) | Sale Sharks                               | Allianz Park, Londyn Widzów: 9243 Sędzia: Tom Foley |
| 23 września 201715:00 | Ben Spencer 10 (2P) Liam Williams 5 (P) Nathan Earle 5 (P) Owen Farrell 16 (5pd 2K) Vincent Koch 5 (P) | 41:13(17:3) | Byron McGuigan 10 (2P) Faf de Klerk 3 (K) | Allianz Park, Londyn Widzów: 9243 Sędzia: Tom Foley |

| 24 września 201715:00 | Exeter                                                                                              | 31:17(24:10) | London Wasps                                                     | Sandy Park, Exeter Widzów: 11858 Sędzia: JP Doyle |
| 24 września 201715:00 | Dave Dennis 5 (P) Don Armand 5 (P) Gareth Steenson 6 (3pd) Olly Woodburn 10 (2P) Shaun Malton 5 (P) | 31:17(24:10) | Ashley Johnson 5 (P) Jimmy Gopperth 7 (2pd K) Josh Bassett 5 (P) | Sandy Park, Exeter Widzów: 11858 Sędzia: JP Doyle |

| 24 września 201715:00 | London Irish                                                                       | 25:40(6:26) | Northampton Saints                                                                                                   | Madejski Stadium, Reading Widzów: 5502 Sędzia: Matt Carley |
| 24 września 201715:00 | Alex Lewington 5 (P) Greig Tonks 2 (pd) Josh McNally 5 (P) Tommy Bell 13 (P pd 2K) | 25:40(6:26) | Cobus Reinach 5 (P) George North 5 (P) Harry Mallinder 10 (5pd) Mike Haywood 5 (P) Nic Groom 5 (P) Rob Horne 10 (2P) | Madejski Stadium, Reading Widzów: 5502 Sędzia: Matt Carley |

| 29 września 201719:45 | Newcastle Falcons                                                                           | 29:17(24:3) | London Irish                                               | Kingston Park, Newcastle upon Tyne Widzów: 7650 Sędzia: Ian Tempest |
| 29 września 201719:45 | Juan Pablo Socino 5 (P) Sonatane Takulua 9 (3pd K) Vereniki Goneva 10 (2P) Will Welch 5 (P) | 29:17(24:3) | Conor Gilsenan 5 (P) Tom Fowlie 5 (P) Tommy Bell 7 (2pd K) | Kingston Park, Newcastle upon Tyne Widzów: 7650 Sędzia: Ian Tempest |

| 29 września 201719:45 | Worcester Warriors    | 3:25(3:13) | Saracens                                                                         | Sixways Stadium, Worcester Widzów: 7517 Sędzia: Craig Maxwell-Keys |
| 29 września 201719:45 | Jamie Shillcock 3 (K) | 3:25(3:13) | Alex Goode 5 (P) Alex Lozowski 8 (pd 2K) Chris Wyles 10 (2P) Owen Farrell 2 (pd) | Sixways Stadium, Worcester Widzów: 7517 Sędzia: Craig Maxwell-Keys |

| 29 września 201720:00 | Sale Sharks | 57:10(22:3) | Gloucester                           | AJ Bell Stadium, Manchester Widzów: 5123 Sędzia: JP Doyle |
| 29 września 201720:00 | AJ MacGinty 15 (6pd K) Byron McGuigan 15 (3P) Denny Solomona 10 (2P) Faf de Klerk 5 (P) James O’Connor 5 (P) Sam James 5 (P) Will Cliff 2 (pd) | 57:10(22:3) | Billy Burns 5 (pd K) John Afoa 5 (P) | AJ Bell Stadium, Manchester Widzów: 5123 Sędzia: JP Doyle |
| 29 września 201720:00 | Billy Twelvetrees | 57:10(22:3) |                                      | AJ Bell Stadium, Manchester Widzów: 5123 Sędzia: JP Doyle |

| 30 września 201715:00 | Leicester Tigers                                            | 20:13(10:3) | Exeter                                       | Welford Road, Leicester Widzów: 23018 Sędzia: Tom Foley |
| 30 września 201715:00 | George Ford 10 (2pd dg K) Jonny May 5 (P) Nick Malouf 5 (P) | 20:13(10:3) | Gareth Steenson 6 (2K) karne przyłożenie – 7 | Welford Road, Leicester Widzów: 23018 Sędzia: Tom Foley |
| 30 września 201715:00 | Telusa Veainu                                               | 20:13(10:3) | Julian Salvi                                 | Welford Road, Leicester Widzów: 23018 Sędzia: Tom Foley |

| 30 września 201715:00 | Northampton Saints | 30:22(19:15) | Harlequins                                                                    | Franklin’s Gardens, Northampton Widzów: 12806 Sędzia: Luke Pearce |
| 30 września 201715:00 | Ahsee Tuala 5 (P) George North 5 (P) Harry Mallinder 7 (2pd K) Mike Haywood 5 (P) Stephen Myler 3 (K) Tom Collins 5 (P) | 30:22(19:15) | Aaron Morris 5 (P) Dave Ward 5 (P) Jamie Roberts 5 (P) Marcus Smith 7 (2pd K) | Franklin’s Gardens, Northampton Widzów: 12806 Sędzia: Luke Pearce |

| 1 października 201715:00 | London Wasps          | 9:25(9:9) | Bath                                                                       | Ricoh Arena, Coventry Widzów: 15488 Sędzia: Matt Carley |
| 1 października 201715:00 | Jimmy Gopperth 9 (3K) | 9:25(9:9) | Freddie Burns 8 (pd 2K) Rhys Priestland 12 (dg 3K) Semesa Rokoduguni 5 (P) | Ricoh Arena, Coventry Widzów: 15488 Sędzia: Matt Carley |

| 6 października 201719:45 | Harlequins                                                                                          | 42:26(27:7) | Sale Sharks                                                                                                   | Twickenham Stoop, Londyn Widzów: 14128 Sędzia: Matt Carley |
| 6 października 201719:45 | Joe Marchant 5 (P) Joe Marler 5 (P) Marcus Smith 17 (4pd 3K) Marland Yarde 5 (P) Tim Visser 10 (2P) | 42:26(27:7) | AJ MacGinty 2 (pd) Faf de Klerk 4 (2pd) Halani Aulika 5 (P) Mike Haley 5 (P) Rob Webber 5 (P) Sam James 5 (P) | Twickenham Stoop, Londyn Widzów: 14128 Sędzia: Matt Carley |
| 6 października 201719:45 | Tim Swiel                                                                                           | 42:26(27:7) | Byron McGuigan                                                                                                | Twickenham Stoop, Londyn Widzów: 14128 Sędzia: Matt Carley |

| 7 października 201715:00 | Bath                                                                                            | 29:13(19:8) | Worcester Warriors                         | The Recreation Ground, Bath Widzów: 14509 Sędzia: Luke Pearce |
| 7 października 201715:00 | Aled Brew 10 (2P) Ben Tapuai 5 (P) Freddie Burns 6 (3pd) Jonathan Joseph 5 (P) Josh Lewis 3 (K) | 29:13(19:8) | Dean Hammond 5 (P) Jamie Shillcock 8 (P K) | The Recreation Ground, Bath Widzów: 14509 Sędzia: Luke Pearce |
| 7 października 201715:00 | Freddie Burns                                                                                   | 29:13(19:8) |                                            | The Recreation Ground, Bath Widzów: 14509 Sędzia: Luke Pearce |

| 7 października 201715:00 | Exeter                                                                                                   | 34:24(24:10) | Newcastle Falcons                                                                                 | Sandy Park, Exeter Widzów: 9624 Sędzia: Andrew Jackson |
| 7 października 201715:00 | Gareth Steenson 12 (3pd 2K) Lachie Turner 5 (P) Nic White 5 (P) Sam Simmonds 5 (P) karne przyłożenie – 7 | 34:24(24:10) | Alex Tait 5 (P) Juan Pablo Socino 5 (P) Toby Flood 4 (2pd) Vereniki Goneva 5 (P) Will Welch 5 (P) | Sandy Park, Exeter Widzów: 9624 Sędzia: Andrew Jackson |
| 7 października 201715:00 | DTH van der Merwe · Juan Pablo Socino                                                                    | 34:24(24:10) |                                                                                                   | Sandy Park, Exeter Widzów: 9624 Sędzia: Andrew Jackson |

| 7 października 201715:00 | Gloucester                                                                                                 | 29:24(10:7) | Northampton Saints                                                                      | Kingsholm Stadium, Gloucester Widzów: 12711 Sędzia: Wayne Barnes |
| 7 października 201715:00 | Billy Twelvetrees 5 (P) Henry Trinder 10 (2P) Jason Woodward 5 (P) Owen Williams 4 (2pd) Willi Heinz 5 (P) | 29:24(10:7) | Harry Mallinder 12 (P 2pd K) Jamie Gibson 5 (P) Mike Haywood 5 (P) Stephen Myler 2 (pd) | Kingsholm Stadium, Gloucester Widzów: 12711 Sędzia: Wayne Barnes |

| 7 października 201715:00 | London Irish                                                                    | 27:28(3:14) | Leicester Tigers                                                           | Madejski Stadium, Reading Widzów: 6188 Sędzia: JP Doyle |
| 7 października 201715:00 | Alex Lewington 5 (P) Blair Cowan 5 (P) David Paice 5 (P) Tommy Bell 12 (3pd 2K) | 27:28(3:14) | George Ford 13 (2pd 3K) Jonny May 5 (P) Nick Malouf 5 (P) Will Evans 5 (P) | Madejski Stadium, Reading Widzów: 6188 Sędzia: JP Doyle |
| 7 października 201715:00 | Gareth Owen                                                                     | 27:28(3:14) |                                                                            | Madejski Stadium, Reading Widzów: 6188 Sędzia: JP Doyle |

| 8 października 201715:00 | Saracens                                                         | 38:19(18:7) | London Wasps                                                              | Allianz Park, Londyn Widzów: 10000 Sędzia: Ian Tempest |
| 8 października 201715:00 | Alex Lozowski 18 (3pd 4K) Chris Wyles 5 (P) Jamie George 15 (3P) | 38:19(18:7) | Jack Willis 5 (P) Josh Bassett 5 (P) Marty Moore 5 (P) Rob Miller 4 (2pd) | Allianz Park, Londyn Widzów: 10000 Sędzia: Ian Tempest |

| 27 października 201719:45 | Sale Sharks         | 6:10(3:3) | Exeter                                       | AJ Bell Stadium, Manchester Widzów: 6490 Sędzia: Craig Maxwell-Keys |
| 27 października 201719:45 | Faf de Klerk 6 (2K) | 6:10(3:3) | Gareth Steenson 5 (pd K) Lachie Turner 5 (P) | AJ Bell Stadium, Manchester Widzów: 6490 Sędzia: Craig Maxwell-Keys |
| 27 października 201719:45 | Stu Townsend        | 6:10(3:3) |                                              | AJ Bell Stadium, Manchester Widzów: 6490 Sędzia: Craig Maxwell-Keys |

| 28 października 201715:00 | Harlequins | 41:35(17:18) | Worcester Warriors | Twickenham Stoop, Londyn Widzów: 14445 Sędzia: JP Doyle |
| 28 października 201715:00 | Charlie Walker 5 (P) Danny Care 5 (P) Jamie Roberts 5 (P) Marcus Smith 18 (P 5pd K) Mat Luamanu 5 (P) Tim Swiel 3 (K) | 41:35(17:18) | David Denton 5 (P) Dean Hammond 10 (2P) Jack Singleton 5 (P) Jono Lance 3 (K) Josh Adams 5 (P) Perry Humphreys 5 (P) Tom Heathcote 2 (pd) | Twickenham Stoop, Londyn Widzów: 14445 Sędzia: JP Doyle |

| 28 października 201715:00 | Northampton Saints                                            | 22:38(11:16) | London Wasps                                                                                                   | Franklin’s Gardens, Northampton Widzów: 15109 Sędzia: Luke Pearce |
| 28 października 201715:00 | Ahsee Tuala 5 (P) Harry Mallinder 5 (P) Piers Francis 12 (4K) | 22:38(11:16) | Ashley Johnson 5 (P) Christian Wade 7 (P pd) Jimmy Gopperth 16 (2pd 4K) Josh Bassett 5 (P) Juan De Jongh 5 (P) | Franklin’s Gardens, Northampton Widzów: 15109 Sędzia: Luke Pearce |
| 28 października 201715:00 | Ben Foden                                                     | 22:38(11:16) | | Franklin’s Gardens, Northampton Widzów: 15109 Sędzia: Luke Pearce |

| 28 października 201715:00 | Saracens                                                                                                  | 44:13(13:6) | London Irish                           | Allianz Park, Londyn Widzów: 10000 Sędzia: Andrew Jackson |
| 28 października 201715:00 | Chris Wyles 5 (P) Liam Williams 5 (P) Mako Vunipola 5 (P) Nathan Earle 10 (2P) Owen Farrell 19 (P 4pd 2K) | 44:13(13:6) | David Paice 5 (P) Tommy Bell 8 (pd 2K) | Allianz Park, Londyn Widzów: 10000 Sędzia: Andrew Jackson |
| 28 października 201715:00 | Filo Paulo                                                                                                | 44:13(13:6) |                                        | Allianz Park, Londyn Widzów: 10000 Sędzia: Andrew Jackson |

| 29 października 201715:00 | Bath                                                 | 21:22(8:5) | Gloucester                                                  | The Recreation Ground, Bath Widzów: 14509 Sędzia: Tom Foley |
| 29 października 201715:00 | Rhys Priestland 11 (pd 3K) Semesa Rokoduguni 10 (2P) | 21:22(8:5) | Ed Slater 5 (P) Owen Williams 7 (2pd K) Willi Heinz 10 (2P) | The Recreation Ground, Bath Widzów: 14509 Sędzia: Tom Foley |

| 29 października 201715:00 | Newcastle Falcons                          | 13:30(10:14) | Leicester Tigers                                                             | Kingston Park, Newcastle upon Tyne Widzów: 10100 Sędzia: Wayne Barnes |
| 29 października 201715:00 | Toby Flood 8 (pd 2K) Vereniki Goneva 5 (P) | 13:30(10:14) | Ben Youngs 5 (P) George Ford 15 (3pd 3K) Jonny May 5 (P) Telusa Veainu 5 (P) | Kingston Park, Newcastle upon Tyne Widzów: 10100 Sędzia: Wayne Barnes |

| 17 listopada 201719:45 | Gloucester                                                         | 23:17(3:9) | Saracens                                                  | Kingsholm Stadium, Gloucester Widzów: 12871 Sędzia: Karl Dickson |
| 17 listopada 201719:45 | Billy Twelvetrees 13 (2pd 3K) Ollie Thorley 5 (P) Tom Hudson 5 (P) | 23:17(3:9) | Alex Lozowski 9 (3K) Ben Spencer 3 (K) Schalk Brits 5 (P) | Kingsholm Stadium, Gloucester Widzów: 12871 Sędzia: Karl Dickson |

| 18 listopada 201713:00 | Worcester Warriors                                                            | 30:15(15:3) | Northampton Saints                                        | Sixways Stadium, Worcester Widzów: 7450 Sędzia: Andrew Jackson |
| 18 listopada 201713:00 | Bryce Heem 15 (3P) Chris Pennell 2 (pd) Jono Lance 8 (pd 2K) Josh Adams 5 (P) | 30:15(15:3) | Ben Foden 5 (P) Jamie Gibson 5 (P) Stephen Myler 5 (pd K) | Sixways Stadium, Worcester Widzów: 7450 Sędzia: Andrew Jackson |
| 18 listopada 201713:00 | Rob Horne · Rob Horne                                                         | 30:15(15:3) |                                                           | Sixways Stadium, Worcester Widzów: 7450 Sędzia: Andrew Jackson |

| 18 listopada 201717:15 | London Wasps | 40:10(19:10) | Newcastle Falcons                       | Ricoh Arena, Coventry Widzów: 16073 Sędzia: Matthew O’Grady |
| 18 listopada 201717:15 | Christian Wade 10 (2P) Gaby Lovobalavu 5 (P) James Haskell 5 (P) Jimmy Gopperth 10 (5pd) Josh Bassett 5 (P) Kyle Eastmond 5 (P) | 40:10(19:10) | Sean Robinson 5 (P) Toby Flood 5 (pd K) | Ricoh Arena, Coventry Widzów: 16073 Sędzia: Matthew O’Grady |

| 19 listopada 201715:00 | Exeter                                                                                | 31:17(14:17) | Harlequins                                                   | Sandy Park, Exeter Widzów: 12598 Sędzia: JP Doyle |
| 19 listopada 201715:00 | Gareth Steenson 11 (4pd K) Jonny Hill 10 (2P) Lachie Turner 5 (P) Olly Woodburn 5 (P) | 31:17(14:17) | James Chisholm 5 (P) Marcus Smith 7 (2pd K) Tim Visser 5 (P) | Sandy Park, Exeter Widzów: 12598 Sędzia: JP Doyle |

| 19 listopada 201715:00 | Leicester Tigers                                                                                 | 35:27(20:22) | Sale Sharks                                                                                    | Welford Road, Leicester Widzów: 20056 Sędzia: Luke Pearce |
| 19 listopada 201715:00 | Ellis Genge 5 (P) Gareth Owen 5 (P) Joe Ford 13 (2pd 3K) Nick Malouf 5 (P) karne przyłożenie – 7 | 35:27(20:22) | Ben Curry 5 (P) Faf de Klerk 7 (2pd K) Jono Ross 5 (P) Mark Jennings 5 (P) Marland Yarde 5 (P) | Welford Road, Leicester Widzów: 20056 Sędzia: Luke Pearce |
| 19 listopada 201715:00 | Telusa Veainu                                                                                    | 35:27(20:22) | Ben Curry · Marland Yarde                                                                      | Welford Road, Leicester Widzów: 20056 Sędzia: Luke Pearce |

| 19 listopada 201715:00 | London Irish                                                                 | 18:22(11:16) | Bath                                           | Madejski Stadium, Reading Widzów: 7538 Sędzia: Tom Foley |
| 19 listopada 201715:00 | Greig Tonks 2 (pd) James Marshall 5 (P) Scott Steele 5 (P) Tommy Bell 6 (2K) | 18:22(11:16) | Freddie Burns 17 (pd dg 4K) Matt Banahan 5 (P) | Madejski Stadium, Reading Widzów: 7538 Sędzia: Tom Foley |

| 24 listopada 201719:45 | Newcastle Falcons                     | 7:29(7:19) | Gloucester                                                                                              | Kingston Park, Newcastle upon Tyne Widzów: 6768 Sędzia: JP Doyle |
| 24 listopada 201719:45 | Joel Hodgson 2 (pd) Mark Wilson 5 (P) | 7:29(7:19) | Andy Symons 5 (P) Billy Twelvetrees 9 (3pd K) Gareth Denman 5 (P) Henry Purdy 5 (P) Jeremy Thrush 5 (P) | Kingston Park, Newcastle upon Tyne Widzów: 6768 Sędzia: JP Doyle |
| 24 listopada 201719:45 | Billy Twelvetrees                     | 7:29(7:19) | | Kingston Park, Newcastle upon Tyne Widzów: 6768 Sędzia: JP Doyle |

| 25 listopada 201712:45 | Bath                                                                                                   | 38:14(29:7) | Harlequins                                                     | The Recreation Ground, Bath Widzów: 14509 Sędzia: Craig Maxwell-Keys |
| 25 listopada 201712:45 | Elliott Stooke 5 (P) Freddie Burns 17 (P 3pd 2K) Josh Lewis 6 (2K) Matt Banahan 5 (P) Paul Grant 5 (P) | 38:14(29:7) | Gabriel Ibitoye 5 (P) Henry Cheeseman 5 (P) James Lang 4 (2pd) | The Recreation Ground, Bath Widzów: 14509 Sędzia: Craig Maxwell-Keys |
| 25 listopada 201712:45 | James Chisholm                                                                                         | 38:14(29:7) |                                                                | The Recreation Ground, Bath Widzów: 14509 Sędzia: Craig Maxwell-Keys |

| 25 listopada 201715:00 | Leicester Tigers                                                                   | 27:31(17:19) | Worcester Warriors | Welford Road, Leicester Widzów: 21112 Sędzia: Greg Macdonald |
| 25 listopada 201715:00 | Gareth Owen 5 (P) Joe Ford 12 (3pd 2K) Michael Fitzgerald 5 (P) Sam Harrison 5 (P) | 27:31(17:19) | Alafoti Faosiliva 5 (P) Chris Pennell 4 (2pd) Jack Singleton 5 (P) Jono Lance 2 (pd) Josh Adams 10 (2P) Ryan Mills 5 (P) | Welford Road, Leicester Widzów: 21112 Sędzia: Greg Macdonald |
| 25 listopada 201715:00 | Nic Schonert                                                                       | 27:31(17:19) | | Welford Road, Leicester Widzów: 21112 Sędzia: Greg Macdonald |

| 25 listopada 201717:30 | Sale Sharks                                               | 18:15(10:12) | Northampton Saints                                                  | AJ Bell Stadium, Manchester Widzów: 5132 Sędzia: Karl Dickson |
| 25 listopada 201717:30 | Ben Curry 5 (P) Faf de Klerk 10 (P pd K) Will Cliff 3 (K) | 18:15(10:12) | Cobus Reinach 5 (P) Harry Mallinder 5 (pd K) Teimana Harrison 5 (P) | AJ Bell Stadium, Manchester Widzów: 5132 Sędzia: Karl Dickson |
| 25 listopada 201717:30 | Ben Foden · Jamal Ford-Robinson · Michael Paterson        | 18:15(10:12) |                                                                     | AJ Bell Stadium, Manchester Widzów: 5132 Sędzia: Karl Dickson |

| 26 listopada 201715:00 | London Irish                              | 13:17(3:0) | London Wasps                                                                    | Madejski Stadium, Reading Widzów: 8075 Sędzia: Christophe Ridley |
| 26 listopada 201715:00 | Alex Lewington 5 (P) Tommy Bell 8 (pd 2K) | 13:17(3:0) | Ashley Johnson 5 (P) Jimmy Gopperth 2 (pd) Josh Bassett 5 (P) Nizaam Carr 5 (P) | Madejski Stadium, Reading Widzów: 8075 Sędzia: Christophe Ridley |
| 26 listopada 201715:00 | Ben Franks                                | 13:17(3:0) |                                                                                 | Madejski Stadium, Reading Widzów: 8075 Sędzia: Christophe Ridley |

| 26 listopada 201715:00 | Saracens                                                                     | 18:20(15:6) | Exeter                                                        | Allianz Park, Londyn Widzów: 10000 Sędzia: Ian Tempest |
| 26 listopada 201715:00 | Alex Goode 5 (P) Ben Spencer 5 (pd K) Marcelo Bosch 3 (K) Schalk Brits 5 (P) | 18:20(15:6) | Gareth Steenson 10 (2pd 2K) Ian Whitten 5 (P) Moray Low 5 (P) | Allianz Park, Londyn Widzów: 10000 Sędzia: Ian Tempest |
| 26 listopada 201715:00 | Nic White                                                                    | 18:20(15:6) |                                                               | Allianz Park, Londyn Widzów: 10000 Sędzia: Ian Tempest |

| 1 grudnia 201719:45 | Northampton Saints                                                                     | 22:24(12:14) | Newcastle Falcons                                                                                    | Franklin’s Gardens, Northampton Widzów: 11007 Sędzia: Craig Maxwell-Keys |
| 1 grudnia 201719:45 | Dylan Hartley 5 (P) Harry Mallinder 5 (P) Piers Francis 5 (pd K) karne przyłożenie – 7 | 22:24(12:14) | Josh Matavesi 5 (P) Nili Latu 5 (P) Sinoti Sinoti 5 (P) Sonatane Takulua 2 (pd) Toby Flood 7 (2pd K) | Franklin’s Gardens, Northampton Widzów: 11007 Sędzia: Craig Maxwell-Keys |
| 1 grudnia 201719:45 | Toby Flood                                                                             | 22:24(12:14) | | Franklin’s Gardens, Northampton Widzów: 11007 Sędzia: Craig Maxwell-Keys |

| 1 grudnia 201719:45 | Worcester Warriors                             | 14:18(8:11) | Sale Sharks                                                              | Sixways Stadium, Worcester Widzów: 7327 Sędzia: Matt Carley |
| 1 grudnia 201719:45 | Chris Pennell 9 (3K) Josh Adams 5 (P)          | 14:18(8:11) | AJ MacGinty 8 (pd 2K) Mark Jennings 5 (P) Rohan Janse van Rensburg 5 (P) | Sixways Stadium, Worcester Widzów: 7327 Sędzia: Matt Carley |
| 1 grudnia 201719:45 | Byron McGuigan · Faf de Klerk · Byron McGuigan | 14:18(8:11) |                                                                          | Sixways Stadium, Worcester Widzów: 7327 Sędzia: Matt Carley |

| 2 grudnia 201714:00 | Exeter | 42:29(28:3) | Bath | Sandy Park, Exeter Widzów: 12800 Sędzia: JP Doyle |
| 2 grudnia 201714:00 | Don Armand 5 (P) Gareth Steenson 17 (P 6pd) James Short 5 (P) Luke Cowan-Dickie 5 (P) Mitch Lees 5 (P) Thomas Waldrom 5 (P) | 42:29(28:3) | Aled Brew 5 (P) Anthony Watson 5 (P) Freddie Burns 3 (K) Jonathan Joseph 7 (P pd) Matt Banahan 5 (P) Rhys Priestland 4 (2pd) | Sandy Park, Exeter Widzów: 12800 Sędzia: JP Doyle |

| 2 grudnia 201715:00 | Gloucester                                                                                                 | 39:15(20:8) | London Irish                                                 | Kingsholm Stadium, Gloucester Widzów: 12351 Sędzia: Ian Tempest |
| 2 grudnia 201715:00 | Billy Burns 10 (2P) Billy Twelvetrees 14 (4pd 2K) Henry Purdy 5 (P) Jake Polledri 5 (P) Lewis Ludlow 5 (P) | 39:15(20:8) | Filo Paulo 5 (P) Petrus Du Plessis 5 (P) Tommy Bell 5 (pd K) | Kingsholm Stadium, Gloucester Widzów: 12351 Sędzia: Ian Tempest |
| 2 grudnia 201715:00 | David Paice                                                                                                | 39:15(20:8) |                                                              | Kingsholm Stadium, Gloucester Widzów: 12351 Sędzia: Ian Tempest |

| 2 grudnia 201716:30 | London Wasps                                                                                        | 32:25(17:10) | Leicester Tigers                                              | Ricoh Arena, Coventry Widzów: 22148 Sędzia: Tom Foley |
| 2 grudnia 201716:30 | Dan Robson 5 (P) Elliot Daly 8 (P K) Jimmy Gopperth 9 (3pd K) Kearnan Myall 5 (P) Nizaam Carr 5 (P) | 32:25(17:10) | George Ford 10 (2pd 2K) Jonah Holmes 10 (2P) Tom Youngs 5 (P) | Ricoh Arena, Coventry Widzów: 22148 Sędzia: Tom Foley |

| 3 grudnia 201715:00 | Harlequins                                                  | 20:19(5:10) | Saracens                                   | Twickenham Stoop, Londyn Widzów: 14800 Sędzia: Luke Pearce |
| 3 grudnia 201715:00 | Charlie Walker 10 (2P) James Lang 5 (pd K) Tim Visser 5 (P) | 20:19(5:10) | Brad Barritt 5 (P) Owen Farrell 14 (pd 4K) | Twickenham Stoop, Londyn Widzów: 14800 Sędzia: Luke Pearce |

| 22 grudnia 201719:45 | Worcester Warriors                           | 23:8(17:8) | London Irish                           | Sixways Stadium, Worcester Widzów: 9647 Sędzia: Wayne Barnes |
| 22 grudnia 201719:45 | Chris Pennell 13 (2pd 3K) Josh Adams 10 (2P) | 23:8(17:8) | Alex Lewington 5 (P) Greig Tonks 3 (K) | Sixways Stadium, Worcester Widzów: 9647 Sędzia: Wayne Barnes |
| 22 grudnia 201719:45 | Joe Taufeteʻe                                | 23:8(17:8) |                                        | Sixways Stadium, Worcester Widzów: 9647 Sędzia: Wayne Barnes |

| 23 grudnia 201715:00 | Newcastle Falcons                             | 11:10(11:0) | Harlequins                             | Kingston Park, Newcastle upon Tyne Widzów: 9128 Sędzia: Luke Pearce |
| 23 grudnia 201715:00 | Sonatane Takulua 6 (2K) Vereniki Goneva 5 (P) | 11:10(11:0) | Marcus Smith 5 (pd K) Mike Brown 5 (P) | Kingston Park, Newcastle upon Tyne Widzów: 9128 Sędzia: Luke Pearce |

| 23 grudnia 201715:00 | Northampton Saints                                          | 14:35(7:11) | Exeter | Franklin’s Gardens, Northampton Widzów: 15120 Sędzia: Tom Foley |
| 23 grudnia 201715:00 | Ahsee Tuala 5 (P) Cobus Reinach 5 (P) Piers Francis 4 (2pd) | 14:35(7:11) | Gareth Steenson 13 (2pd 3K) Jack Yeandle 5 (P) Joe Simmonds 2 (pd) Sam Simmonds 5 (P) Thomas Waldrom 5 (P) Will Chudley 5 (P) | Franklin’s Gardens, Northampton Widzów: 15120 Sędzia: Tom Foley |
| 23 grudnia 201715:00 | Ben Foden · Francois van Wyk                                | 14:35(7:11) | | Franklin’s Gardens, Northampton Widzów: 15120 Sędzia: Tom Foley |

| 23 grudnia 201715:00 | Sale Sharks                                                                                           | 32:9(6:9) | Bath                   | AJ Bell Stadium, Manchester Widzów: 6426 Sędzia: Ian Tempest |
| 23 grudnia 201715:00 | AJ MacGinty 12 (3pd 2K) Byron McGuigan 5 (P) James O’Connor 5 (P) Josh Strauss 5 (P) Will Cliff 5 (P) | 32:9(6:9) | Rhys Priestland 9 (3K) | AJ Bell Stadium, Manchester Widzów: 6426 Sędzia: Ian Tempest |

| 23 grudnia 201715:00 | London Wasps | 49:24(15:17) | Gloucester                                                                                              | Ricoh Arena, Coventry Widzów: 26296 Sędzia: Craig Maxwell-Keys |
| 23 grudnia 201715:00 | Christian Wade 10 (2P) Dan Robson 5 (P) Danny Cipriani 19 (5pd 3K) Guy Thompson 5 (P) Thomas Young 5 (P) Willie le Roux 5 (P) | 49:24(15:17) | Billy Twelvetrees 4 (2pd) Freddie Clarke 5 (P) Mark Atkinson 5 (P) Tom Marshall 5 (P) Willi Heinz 5 (P) | Ricoh Arena, Coventry Widzów: 26296 Sędzia: Craig Maxwell-Keys |

| 24 grudnia 201715:00 | Leicester Tigers                                             | 17:29(10:17) | Saracens                                                            | Welford Road, Leicester Widzów: 24873 Sędzia: Matt Carley |
| 24 grudnia 201715:00 | George Ford 5 (pd K) Mathew Tait 5 (P) karne przyłożenie – 7 | 17:29(10:17) | Jamie George 5 (P) Owen Farrell 17 (pd dg 4K) karne przyłożenie – 7 | Welford Road, Leicester Widzów: 24873 Sędzia: Matt Carley |
| 24 grudnia 201715:00 | Jonny May · Jonny May                                        | 17:29(10:17) | Mako Vunipola                                                       | Welford Road, Leicester Widzów: 24873 Sędzia: Matt Carley |

| 29 grudnia 201719:45 | Bath                                                                            | 26:31(14:19) | London Wasps                                                                                            | The Recreation Ground, Bath Widzów: 14509 Sędzia: Luke Pearce |
| 29 grudnia 201719:45 | Jack Wilson 5 (P) Paul Grant 5 (P) Rhys Priestland 11 (P 3pd) Zach Mercer 5 (P) | 26:31(14:19) | Dan Robson 5 (P) Danny Cipriani 6 (3pd) Gaby Lovobalavu 5 (P) Juan De Jongh 5 (P) Marcus Watson 10 (2P) | The Recreation Ground, Bath Widzów: 14509 Sędzia: Luke Pearce |
| 29 grudnia 201719:45 | Marcus Watson · Willie le Roux                                                  | 26:31(14:19) | | The Recreation Ground, Bath Widzów: 14509 Sędzia: Luke Pearce |

| 30 grudnia 201715:00 | Gloucester                                                               | 20:16(7:9) | Sale Sharks              | Kingsholm Stadium, Gloucester Widzów: 16115 Sędzia: Andrew Jackson |
| 30 grudnia 201715:00 | Ben Vellacott 5 (P) Billy Twelvetrees 10 (2pd 2K) David Halaifonua 5 (P) | 20:16(7:9) | AJ MacGinty 16 (P pd 3K) | Kingsholm Stadium, Gloucester Widzów: 16115 Sędzia: Andrew Jackson |

| 30 grudnia 201715:00 | London Irish        | 15:20(9:20) | Newcastle Falcons                                           | Madejski Stadium, Reading Widzów: 10019 Sędzia: Tom Foley |
| 30 grudnia 201715:00 | Greig Tonks 15 (5K) | 15:20(9:20) | Alex Tait 10 (2P) Toby Flood 5 (pd K) Vereniki Goneva 5 (P) | Madejski Stadium, Reading Widzów: 10019 Sędzia: Tom Foley |
| 30 grudnia 201715:00 | Mike Coman          | 15:20(9:20) |                                                             | Madejski Stadium, Reading Widzów: 10019 Sędzia: Tom Foley |

| 30 grudnia 201715:00 | Saracens                                                                                                 | 46:31(17:17) | Worcester Warriors                                                                                 | Allianz Park, Londyn Widzów: 9999 Sędzia: Christophe Ridley |
| 30 grudnia 201715:00 | Ben Spencer 5 (P) Jackson Wray 10 (2P) Nathan Earle 10 (2P) Owen Farrell 16 (5pd 2K) Sean Maitland 5 (P) | 46:31(17:17) | Chris Pennell 11 (4pd K) David Denton 5 (P) Jamie Shillcock 5 (P) Josh Adams 5 (P) Sam Lewis 5 (P) | Allianz Park, Londyn Widzów: 9999 Sędzia: Christophe Ridley |

| 30 grudnia 201716:00 | Harlequins | 50:21(31:0) | Northampton Saints                                                       | Twickenham Stadium Londyn Widzów: 77825 Sędzia: JP Doyle |
| 30 grudnia 201716:00 | Charlie Walker 5 (P) Danny Care 10 (2P) Dave Ward 5 (P) Marcus Smith 15 (6pd K) Mat Luamanu 5 (P) Tim Visser 10 (2P) | 50:21(31:0) | Mike Haywood 5 (P) Nic Groom 5 (P) Rob Horne 5 (P) Stephen Myler 6 (3pd) | Twickenham Stadium Londyn Widzów: 77825 Sędzia: JP Doyle |
| 30 grudnia 201716:00 | James Chisholm | 50:21(31:0) |                                                                          | Twickenham Stadium Londyn Widzów: 77825 Sędzia: JP Doyle |

| 31 grudnia 201715:00 | Exeter                                                                                             | 30:6(6:3) | Leicester Tigers   | Sandy Park, Exeter Widzów: 12807 Sędzia: Craig Maxwell-Keys |
| 31 grudnia 201715:00 | Don Armand 5 (P) Gareth Steenson 7 (2pd K) Henry Slade 8 (P K) Jack Yeandle 5 (P) Jonny Hill 5 (P) | 30:6(6:3) | George Ford 6 (2K) | Sandy Park, Exeter Widzów: 12807 Sędzia: Craig Maxwell-Keys |

| 5 stycznia 201819:45 | Worcester Warriors                                                                     | 25:46(6:13) | Bath | Sixways Stadium, Worcester Widzów: 8225 Sędzia: JP Doyle |
| 5 stycznia 201819:45 | Chris Pennell 10 (2pd 2K) David Denton 5 (P) Joe Taufeteʻe 5 (P) Perry Humphreys 5 (P) | 25:46(6:13) | Anthony Watson 5 (P) Freddie Burns 4 (2pd) James Phillips 5 (P) Kahn Fotualiʻi 10 (2P) Matt Garvey 5 (P) Paul Grant 5 (P) Rhys Priestland 12 (3pd 2K) | Sixways Stadium, Worcester Widzów: 8225 Sędzia: JP Doyle |
| 5 stycznia 201819:45 | James Phillips                                                                         | 25:46(6:13) | | Sixways Stadium, Worcester Widzów: 8225 Sędzia: JP Doyle |

| 6 stycznia 201815:00 | Leicester Tigers                                                          | 19:15(7:5) | London Irish                                                   | Welford Road, Leicester Widzów: 20845 Sędzia: Karl Dickson |
| 6 stycznia 201815:00 | George Ford 4 (2pd) Jonny May 5 (P) Manu Tuilagi 5 (P) Matt Toʻomua 5 (P) | 19:15(7:5) | Alex Lewington 5 (P) Greig Tonks 5 (pd K) Joe Cokanasiga 5 (P) | Welford Road, Leicester Widzów: 20845 Sędzia: Karl Dickson |

| 6 stycznia 201815:00 | Northampton Saints                                                            | 22:19(8:14) | Gloucester                                                                    | Franklin’s Gardens, Northampton Widzów: 13133 Sędzia: Ian Tempest |
| 6 stycznia 201815:00 | Harry Mallinder 5 (pd K) Ken Pisi 5 (P) Nic Groom 5 (P) karne przyłożenie – 7 | 22:19(8:14) | James Hanson 5 (P) John Afoa 5 (P) Owen Williams 2 (pd) karne przyłożenie – 7 | Franklin’s Gardens, Northampton Widzów: 13133 Sędzia: Ian Tempest |
| 6 stycznia 201815:00 | Api Ratuniyarawa                                                              | 22:19(8:14) | Andy Symons                                                                   | Franklin’s Gardens, Northampton Widzów: 13133 Sędzia: Ian Tempest |

| 6 stycznia 201815:00 | Sale Sharks                                                                                         | 30:29(17:22) | Harlequins                                                                                            | AJ Bell Stadium, Manchester Widzów: 7242 Sędzia: Matt Carley |
| 6 stycznia 201815:00 | AJ MacGinty 10 (2pd 2K) Byron McGuigan 5 (P) Faf de Klerk 5 (pd K) Rohan Janse van Rensburg 10 (2P) | 30:29(17:22) | Alofa Alofa 5 (P) Charlie Walker 5 (P) Jamie Roberts 5 (P) Marcus Smith 9 (3pd K) Ross Chisholm 5 (P) | AJ Bell Stadium, Manchester Widzów: 7242 Sędzia: Matt Carley |
| 6 stycznia 201815:00 | Joe Marler                                                                                          | 30:29(17:22) | | AJ Bell Stadium, Manchester Widzów: 7242 Sędzia: Matt Carley |

| 7 stycznia 201815:00 | Newcastle Falcons                                                                                     | 28:20(25:3) | Exeter                                                                            | Kingston Park, Newcastle upon Tyne Widzów: 7174 Sędzia: Andrew Jackson |
| 7 stycznia 201815:00 | Joel Hodgson 10 (2pd 2K) Kyle Cooper 5 (P) Sinoti Sinoti 5 (P) Toby Flood 3 (K) Vereniki Goneva 5 (P) | 28:20(25:3) | Gareth Steenson 5 (pd K) Olly Woodburn 5 (P) Sam Simmonds 5 (P) Toby Salmon 5 (P) | Kingston Park, Newcastle upon Tyne Widzów: 7174 Sędzia: Andrew Jackson |

| 7 stycznia 201815:00 | London Wasps                                                    | 15:38(15:18) | Saracens                                                                                            | Ricoh Arena, Coventry Widzów: 17677 Sędzia: Wayne Barnes |
| 7 stycznia 201815:00 | Danny Cipriani 3 (K) Willie le Roux 5 (P) karne przyłożenie – 7 | 15:38(15:18) | Alex Goode 10 (2P) Ben Spencer 5 (P) Chris Wyles 5 (P) Owen Farrell 13 (2pd 3K) Schalk Burger 5 (P) | Ricoh Arena, Coventry Widzów: 17677 Sędzia: Wayne Barnes |
| 7 stycznia 201815:00 | Owen Farrell · Schalk Burger                                    | 15:38(15:18) | | Ricoh Arena, Coventry Widzów: 17677 Sędzia: Wayne Barnes |

| 9 lutego 201819:45 | Bath                                                                            | 32:9(16:6) | Northampton Saints   | The Recreation Ground, Bath Widzów: 13015 Sędzia: Tom Foley |
| 9 lutego 201819:45 | Freddie Burns 17 (pd 5K) Matt Banahan 5 (P) Nick Auterac 5 (P) Ross Batty 5 (P) | 32:9(16:6) | Piers Francis 9 (3K) | The Recreation Ground, Bath Widzów: 13015 Sędzia: Tom Foley |

| 10 lutego 201814:00 | Exeter           | 5:6(0:6) | Worcester Warriors   | Sandy Park, Exeter Widzów: 10666 Sędzia: Andrew Jackson |
| 10 lutego 201814:00 | Mitch Lees 5 (P) | 5:6(0:6) | Chris Pennell 6 (2K) | Sandy Park, Exeter Widzów: 10666 Sędzia: Andrew Jackson |

| 10 lutego 201814:30 | Gloucester                                                         | 24:17(14:14) | Leicester Tigers                                        | Kingsholm Stadium, Gloucester Widzów: 13179 Sędzia: JP Doyle |
| 10 lutego 201814:30 | Billy Twelvetrees 9 (3pd K) Henry Trinder 10 (2P) Matt Scott 5 (P) | 24:17(14:14) | Joe Ford 9 (P 2pd) Matt Toʻomua 3 (K) Nick Malouf 5 (P) | Kingsholm Stadium, Gloucester Widzów: 13179 Sędzia: JP Doyle |
| 10 lutego 201814:30 | Logovi'i Mulipola                                                  | 24:17(14:14) |                                                         | Kingsholm Stadium, Gloucester Widzów: 13179 Sędzia: JP Doyle |

| 10 lutego 201814:30 | Saracens                                                                              | 25:3(20:3) | Newcastle Falcons  | Allianz Park, Londyn Widzów: 8194 Sędzia: Christophe Ridley |
| 10 lutego 201814:30 | Ben Spencer 8 (pd 2K) Max Malins 5 (P) Richard Barrington 5 (P) karne przyłożenie – 7 | 25:3(20:3) | Joel Hodgson 3 (K) | Allianz Park, Londyn Widzów: 8194 Sędzia: Christophe Ridley |
| 10 lutego 201814:30 | Sinoti Sinoti                                                                         | 25:3(20:3) |                    | Allianz Park, Londyn Widzów: 8194 Sędzia: Christophe Ridley |

| 10 lutego 201815:00 | London Irish      | 9:13(3:10) | Sale Sharks                               | Madejski Stadium, Reading Widzów: 4497 Sędzia: Craig Maxwell-Keys |
| 10 lutego 201815:00 | Tommy Bell 9 (3K) | 9:13(3:10) | Faf de Klerk 8 (pd 2K) Josh Strauss 5 (P) | Madejski Stadium, Reading Widzów: 4497 Sędzia: Craig Maxwell-Keys |
| 10 lutego 201815:00 | Marc Jones        | 9:13(3:10) |                                           | Madejski Stadium, Reading Widzów: 4497 Sędzia: Craig Maxwell-Keys |

| 11 lutego 201813:00 | Harlequins                                                                        | 22:44(10:15) | London Wasps | Twickenham Stoop, Londyn Widzów: 13400 Sędzia: Wayne Barnes |
| 11 lutego 201813:00 | Aaron Morris 5 (P) Charlie Matthews 5 (P) Marcus Smith 7 (2pd K) Tim Visser 5 (P) | 22:44(10:15) | Danny Cipriani 14 (4pd 2K) Josh Bassett 5 (P) Juan De Jongh 5 (P) Thomas Young 10 (2P) Tom Cruse 5 (P) Willie le Roux 5 (P) | Twickenham Stoop, Londyn Widzów: 13400 Sędzia: Wayne Barnes |
| 11 lutego 201813:00 | Archie White                                                                      | 22:44(10:15) | Kyle Eastmond | Twickenham Stoop, Londyn Widzów: 13400 Sędzia: Wayne Barnes |

| 16 lutego 201819:45 | Newcastle Falcons                                                                   | 29:12(21:0) | Bath                                                          | Kingston Park, Newcastle upon Tyne Widzów: 7062 Sędzia: Matt Carley |
| 16 lutego 201819:45 | Kyle Cooper 5 (P) Sinoti Sinoti 5 (P) Toby Flood 14 (P 3pd K) Vereniki Goneva 5 (P) | 29:12(21:0) | Anthony Perenise 5 (P) Cooper Vuna 5 (P) Freddie Burns 2 (pd) | Kingston Park, Newcastle upon Tyne Widzów: 7062 Sędzia: Matt Carley |
| 16 lutego 201819:45 | Aled Brew                                                                           | 29:12(21:0) |                                                               | Kingston Park, Newcastle upon Tyne Widzów: 7062 Sędzia: Matt Carley |

| 16 lutego 201819:45 | Sale Sharks        | 3:13(3:10) | Saracens                                  | AJ Bell Stadium, Manchester Widzów: 6662 Sędzia: Luke Pearce |
| 16 lutego 201819:45 | Faf de Klerk 3 (K) | 3:13(3:10) | Ben Spencer 8 (pd 2K) Liam Williams 5 (P) | AJ Bell Stadium, Manchester Widzów: 6662 Sędzia: Luke Pearce |
| 16 lutego 201819:45 | Rob Webber         | 3:13(3:10) | Liam Williams                             | AJ Bell Stadium, Manchester Widzów: 6662 Sędzia: Luke Pearce |

| 17 lutego 201815:00 | Leicester Tigers                                                        | 33:18(9:8) | Harlequins                                                                     | Welford Road, Leicester Widzów: 23647 Sędzia: Wayne Barnes |
| 17 lutego 201815:00 | Adam Thompstone 5 (P) Graham Kitchener 5 (P) Matt Toʻomua 23 (P 3pd 4K) | 33:18(9:8) | Alofa Alofa 5 (P) Charlie Matthews 5 (P) Luke Wallace 5 (P) Marcus Smith 3 (K) | Welford Road, Leicester Widzów: 23647 Sędzia: Wayne Barnes |
| 17 lutego 201815:00 | Marcus Smith                                                            | 33:18(9:8) |                                                                                | Welford Road, Leicester Widzów: 23647 Sędzia: Wayne Barnes |

| 17 lutego 201815:00 | Northampton Saints                                                                | 25:17(3:14) | London Irish                                 | Franklin’s Gardens, Northampton Widzów: 13108 Sędzia: Ian Tempest |
| 17 lutego 201815:00 | George North 5 (P) Mike Haywood 5 (P) Piers Francis 10 (2pd dg K) Rob Horne 5 (P) | 25:17(3:14) | Alex Lewington 10 (2P) Greig Tonks 7 (2pd K) | Franklin’s Gardens, Northampton Widzów: 13108 Sędzia: Ian Tempest |

| 17 lutego 201815:00 | Worcester Warriors                                                               | 25:15(22:10) | Gloucester                                                                      | Sixways Stadium, Worcester Widzów: 11499 Sędzia: Tom Foley |
| 17 lutego 201815:00 | Chris Pennell 10 (2pd 2K) Jamie Shillcock 5 (P) Jonny Arr 5 (P) Josh Adams 5 (P) | 25:15(22:10) | Billy Burns 2 (pd) Billy Twelvetrees 3 (K) Henry Trinder 5 (P) Matt Scott 5 (P) | Sixways Stadium, Worcester Widzów: 11499 Sędzia: Tom Foley |
| 17 lutego 201815:00 | Henry Trinder                                                                    | 25:15(22:10) |                                                                                 | Sixways Stadium, Worcester Widzów: 11499 Sędzia: Tom Foley |

| 18 lutego 201815:00 | London Wasps                                                    | 13:7(7:0) | Exeter                                         | Ricoh Arena, Coventry Widzów: 16924 Sędzia: JP Doyle |
| 18 lutego 201815:00 | Danny Cipriani 2 (pd) Jimmy Gopperth 6 (2K) Marcus Watson 5 (P) | 13:7(7:0) | Gareth Steenson 2 (pd) Luke Cowan-Dickie 5 (P) | Ricoh Arena, Coventry Widzów: 16924 Sędzia: JP Doyle |
| 18 lutego 201815:00 | Ashley Johnson                                                  | 13:7(7:0) | Jonny Hill                                     | Ricoh Arena, Coventry Widzów: 16924 Sędzia: JP Doyle |

| 24 lutego 201814:00 | Exeter | 31:30(14:17) | Northampton Saints                                                                                  | Sandy Park, Exeter Widzów: 11466 Sędzia: Christophe Ridley |
| 24 lutego 201814:00 | Alec Hepburn 5 (P) Don Armand 5 (P) Gareth Steenson 5 (pd K) Joe Simmonds 4 (2pd) Thomas Waldrom 5 (P) karne przyłożenie – 7 | 31:30(14:17) | Ben Foden 5 (P) Harry Mallinder 5 (P) Piers Francis 12 (3pd 2K) Rob Horne 5 (P) Stephen Myler 3 (K) | Sandy Park, Exeter Widzów: 11466 Sędzia: Christophe Ridley |
| 24 lutego 201814:00 | Campese Maʻafu · Teimana Harrison                                                                                            | 31:30(14:17) | | Sandy Park, Exeter Widzów: 11466 Sędzia: Christophe Ridley |

| 24 lutego 201814:30 | Bath                                                            | 33:32(16:18) | Sale Sharks                                                        | The Recreation Ground, Bath Widzów: 13843 Sędzia: Ian Tempest |
| 24 lutego 201814:30 | James Wilson 18 (3pd 4K) Josh Bayliss 5 (P) Zach Mercer 10 (2P) | 33:32(16:18) | Denny Solomona 10 (2P) Faf de Klerk 17 (pd 5K) Marland Yarde 5 (P) | The Recreation Ground, Bath Widzów: 13843 Sędzia: Ian Tempest |

| 24 lutego 201814:30 | Gloucester                                                                                     | 25:25(18:6) | London Wasps                                                                        | Kingsholm Stadium, Gloucester Widzów: 12447 Sędzia: Karl Dickson |
| 24 lutego 201814:30 | Billy Twelvetrees 10 (2pd 2K) Charlie Sharples 5 (P) Henry Trinder 5 (P) Richard Hibbard 5 (P) | 25:25(18:6) | Christian Wade 5 (P) Dan Robson 5 (P) Jimmy Gopperth 10 (2pd 2K) Thomas Young 5 (P) | Kingsholm Stadium, Gloucester Widzów: 12447 Sędzia: Karl Dickson |
| 24 lutego 201814:30 | Paddy McAllister                                                                               | 25:25(18:6) |                                                                                     | Kingsholm Stadium, Gloucester Widzów: 12447 Sędzia: Karl Dickson |

| 24 lutego 201814:30 | Harlequins                                | 10:28(7:7) | Newcastle Falcons                                                                                                  | Twickenham Stoop, Londyn Widzów: 13700 Sędzia: Tom Foley |
| 24 lutego 201814:30 | James Horwill 5 (P) Marcus Smith 5 (pd K) | 10:28(7:7) | Callum Chick 5 (P) Chris Harris 5 (P) Joel Hodgson 2 (pd) Kyle Cooper 5 (P) Sinoti Sinoti 5 (P) Toby Flood 6 (3pd) | Twickenham Stoop, Londyn Widzów: 13700 Sędzia: Tom Foley |
| 24 lutego 201814:30 | Alofa Alofa · James Chisholm · Joe Gray   | 10:28(7:7) | Nili Latu | Twickenham Stoop, Londyn Widzów: 13700 Sędzia: Tom Foley |

| 25 lutego 201813:00 | London Irish                              | 22:9(13:6) | Worcester Warriors   | Madejski Stadium, Reading Widzów: 5250 Sędzia: JP Doyle |
| 25 lutego 201813:00 | Greig Tonks 17 (pd 5K) Piet van Zyl 5 (P) | 22:9(13:6) | Chris Pennell 9 (3K) | Madejski Stadium, Reading Widzów: 5250 Sędzia: JP Doyle |
| 25 lutego 201813:00 | Filo Paulo                                | 22:9(13:6) |                      | Madejski Stadium, Reading Widzów: 5250 Sędzia: JP Doyle |

| 25 lutego 201815:30 | Saracens                                                    | 20:28(6:21) | Leicester Tigers                                                                                  | Allianz Park, Londyn Widzów: 9772 Sędzia: Craig Maxwell-Keys |
| 25 lutego 201815:30 | Alex Lozowski 4 (2pd) Ben Spencer 6 (2K) Max Malins 10 (2P) | 20:28(6:21) | Greg Bateman 5 (P) Jonah Holmes 5 (P) Manu Tuilagi 5 (P) Matt Toʻomua 8 (4pd) Telusa Veainu 5 (P) | Allianz Park, Londyn Widzów: 9772 Sędzia: Craig Maxwell-Keys |
| 25 lutego 201815:30 | Michele Rizzo                                               | 20:28(6:21) |                                                                                                   | Allianz Park, Londyn Widzów: 9772 Sędzia: Craig Maxwell-Keys |

| 3 marca 201815:00 | Gloucester                                                                         | 20:21(5:16) | Newcastle Falcons                                             | Kingsholm Stadium, Gloucester Widzów: 8340 Sędzia: Craig Maxwell-Keys |
| 3 marca 201815:00 | David Halaifonua 5 (P) Jason Woodward 5 (P) Lewis Ludlow 5 (P) Mark Atkinson 5 (P) | 20:21(5:16) | Allister Hogg 5 (P) Joel Hodgson 11 (pd 3K) Micky Young 5 (P) | Kingsholm Stadium, Gloucester Widzów: 8340 Sędzia: Craig Maxwell-Keys |
| 3 marca 201815:00 | David Halaifonua                                                                   | 20:21(5:16) |                                                               | Kingsholm Stadium, Gloucester Widzów: 8340 Sędzia: Craig Maxwell-Keys |

| 3 marca 201815:00 | Northampton Saints                                                                      | 25:34(6:31) | Sale Sharks                                                         | Franklin’s Gardens, Northampton Widzów: 8403 Sędzia: Wayne Barnes |
| 3 marca 201815:00 | Heinrich Brussow 5 (P) Michael Paterson 5 (P) Piers Francis 10 (2pd 2K) Rob Horne 5 (P) | 25:34(6:31) | Denny Solomona 15 (3P) Faf de Klerk 14 (4pd 2K) Marland Yarde 5 (P) | Franklin’s Gardens, Northampton Widzów: 8403 Sędzia: Wayne Barnes |
| 3 marca 201815:00 | Jono Ross · Mike Haley                                                                  | 25:34(6:31) |                                                                     | Franklin’s Gardens, Northampton Widzów: 8403 Sędzia: Wayne Barnes |

| 4 marca 201815:00 | Exeter                                                        | 24:12(14:12) | Saracens                                             | Sandy Park, Exeter Widzów: 12727 Sędzia: Matt Carley |
| 4 marca 201815:00 | Joe Simmonds 12 (4K) Phil Dollman 5 (P) karne przyłożenie – 7 | 24:12(14:12) | Ben Earl 5 (P) Ben Spencer 2 (pd) Schalk Brits 5 (P) | Sandy Park, Exeter Widzów: 12727 Sędzia: Matt Carley |

| 4 marca 201815:00 | Harlequins                                                                           | 20:5(10:5) | Bath               | Twickenham Stoop, Londyn Widzów: 7450 Sędzia: JP Doyle |
| 4 marca 201815:00 | Demetri Catrakilis 7 (2pd K) Kyle Sinckler 5 (P) Marcus Smith 3 (K) Tim Visser 5 (P) | 20:5(10:5) | Matt Banahan 5 (P) | Twickenham Stoop, Londyn Widzów: 7450 Sędzia: JP Doyle |
| 4 marca 201815:00 | Max Lahiff                                                                           | 20:5(10:5) |                    | Twickenham Stoop, Londyn Widzów: 7450 Sędzia: JP Doyle |

| 4 marca 201815:00 | London Wasps                                                | 24:16(7:0) | London Irish                                                 | Ricoh Arena, Coventry Widzów: 12466 Sędzia: Tom Foley |
| 4 marca 201815:00 | Dan Robson 5 (P) Danny Cipriani 9 (3pd K) Tom Cruse 10 (2P) | 24:16(7:0) | Dave Porecki 5 (P) Petrus Du Plessis 5 (P) Tommy Bell 6 (2K) | Ricoh Arena, Coventry Widzów: 12466 Sędzia: Tom Foley |
| 4 marca 201815:00 | David Paice                                                 | 24:16(7:0) |                                                              | Ricoh Arena, Coventry Widzów: 12466 Sędzia: Tom Foley |

| 4 marca 201815:00 | Worcester Warriors      | 5:34(5:12) | Leicester Tigers                                                                                      | Sixways Stadium, Worcester Widzów: 9674 Sędzia: Luke Pearce |
| 4 marca 201815:00 | Alafoti Faosiliva 5 (P) | 5:34(5:12) | Greg Bateman 5 (P) Jonah Holmes 5 (P) Manu Tuilagi 5 (P) Matt Toʻomua 9 (3pd K) Telusa Veainu 10 (2P) | Sixways Stadium, Worcester Widzów: 9674 Sędzia: Luke Pearce |

| 23 marca 201819:45 | Bath                                                                            | 18:20(6:10) | Exeter                                                       | The Recreation Ground, Bath Widzów: 14909 Sędzia: Wayne Barnes |
| 23 marca 201819:45 | Freddie Burns 6 (2K) Matt Banahan 5 (P) Paul Grant 5 (P) Rhys Priestland 2 (pd) | 18:20(6:10) | Joe Simmonds 10 (2pd 2K) Jonny Hill 5 (P) Sam Simmonds 5 (P) | The Recreation Ground, Bath Widzów: 14909 Sędzia: Wayne Barnes |

| 24 marca 201815:00 | London Irish | 29:33(17:19) | Gloucester | Madejski Stadium, Reading Widzów: 15274 Sędzia: Matt Carley |
| 24 marca 201815:00 | James Marshall 7 (2pd K) Joe Cokanasiga 5 (P) Josh McNally 5 (P) Piet van Zyl 5 (P) Theo Brophy Clews 5 (P) Tommy Bell 2 (pd) | 29:33(17:19) | Billy Burns 4 (2pd) Billy Twelvetrees 4 (2pd) James Hanson 5 (P) Lewis Ludlow 5 (P) Mark Atkinson 5 (P) Tom Marshall 10 (2P) | Madejski Stadium, Reading Widzów: 15274 Sędzia: Matt Carley |

| 24 marca 201815:00 | Sale Sharks | 58:25(29:6) | Worcester Warriors                                                                   | AJ Bell Stadium, Manchester Widzów: 5991 Sędzia: Andrew Jackson |
| 24 marca 201815:00 | AJ MacGinty 13 (5pd K) Ben Curry 5 (P) Byron McGuigan 5 (P) Denny Solomona 5 (P) Faf de Klerk 10 (P pd K) James O’Connor 5 (P) Josh Strauss 5 (P) Marland Yarde 5 (P) Mike Haley 5 (P) | 58:25(29:6) | Jackson Willison 5 (P) Jamie Shillcock 8 (pd 2K) Josh Adams 10 (2P) Sam Olver 2 (pd) | AJ Bell Stadium, Manchester Widzów: 5991 Sędzia: Andrew Jackson |
| 24 marca 201815:00 | Darren Barry | 58:25(29:6) |                                                                                      | AJ Bell Stadium, Manchester Widzów: 5991 Sędzia: Andrew Jackson |

| 24 marca 201815:00 | Saracens                                                      | 24:11(18:6) | Harlequins                                    | Stadion Olimpijski, Londyn Widzów: 56329 Sędzia: Tom Foley |
| 24 marca 201815:00 | Alex Lozowski 14 (pd 4K) Liam Williams 5 (P) Maro Itoje 5 (P) | 24:11(18:6) | Demetri Catrakilis 6 (2K) James Horwill 5 (P) | Stadion Olimpijski, Londyn Widzów: 56329 Sędzia: Tom Foley |
| 24 marca 201815:00 | Max Malins                                                    | 24:11(18:6) |                                               | Stadion Olimpijski, Londyn Widzów: 56329 Sędzia: Tom Foley |

| 24 marca 201817:30 | Newcastle Falcons                           | 25:22(16:12) | Northampton Saints                                                               | St James’ Park, Newcastle upon Tyne Widzów: 30174 Sędzia: JP Doyle |
| 24 marca 201817:30 | Toby Flood 20 (pd 6K) Vereniki Goneva 5 (P) | 25:22(16:12) | David Ribbans 5 (P) Nafi Tuitavake 5 (P) Rob Horne 5 (P) Stephen Myler 7 (2pd K) | St James’ Park, Newcastle upon Tyne Widzów: 30174 Sędzia: JP Doyle |

| 25 marca 201815:00 | Leicester Tigers                              | 16:15(7:15) | London Wasps                                                   | Welford Road, Leicester Widzów: 25849 Sędzia: Luke Pearce |
| 25 marca 201815:00 | George Ford 11 (pd 3K) Sione Kalamafoni 5 (P) | 16:15(7:15) | Danny Cipriani 2 (pd) Elliot Daly 10 (2P) Jimmy Gopperth 3 (K) | Welford Road, Leicester Widzów: 25849 Sędzia: Luke Pearce |
| 25 marca 201815:00 | Nick Malouf · Telusa Veainu                   | 16:15(7:15) |                                                                | Welford Road, Leicester Widzów: 25849 Sędzia: Luke Pearce |

| 6 kwietnia 201819:45 | Sale Sharks                                                                                      | 28:27(15:17) | London Wasps                                                      | AJ Bell Stadium, Manchester Widzów: 6817 Sędzia: JP Doyle |
| 6 kwietnia 201819:45 | AJ MacGinty 8 (pd 2K) Bryn Evans 5 (P) Byron McGuigan 5 (P) Marland Yarde 5 (P) Rob Webber 5 (P) | 28:27(15:17) | Elliot Daly 8 (P K) Jimmy Gopperth 9 (3pd K) Josh Bassett 10 (2P) | AJ Bell Stadium, Manchester Widzów: 6817 Sędzia: JP Doyle |
| 6 kwietnia 201819:45 | Danny Cipriani · James Haskell                                                                   | 28:27(15:17) |                                                                   | AJ Bell Stadium, Manchester Widzów: 6817 Sędzia: JP Doyle |

| 7 kwietnia 201814:00 | Bath                                      | 19:34(13:10) | Leicester Tigers                                                                                            | Twickenham Stadium Londyn Widzów: 60884 Sędzia: Wayne Barnes |
| 7 kwietnia 201814:00 | Rhys Priestland 14 (pd 4K) Tom Dunn 5 (P) | 19:34(13:10) | Adam Thompstone 5 (P) George Ford 9 (3pd K) Sam Harrison 5 (P) Sione Kalamafoni 10 (2P) Telusa Veainu 5 (P) | Twickenham Stadium Londyn Widzów: 60884 Sędzia: Wayne Barnes |
| 7 kwietnia 201814:00 | Kahn Fotualiʻi · Shaun Knight             | 19:34(13:10) | Adam Thompstone                                                                                             | Twickenham Stadium Londyn Widzów: 60884 Sędzia: Wayne Barnes |

| 7 kwietnia 201814:00 | Northampton Saints                           | 13:63(13:15) | Saracens | Franklin’s Gardens, Northampton Widzów: 13673 Sędzia: Craig Maxwell-Keys |
| 7 kwietnia 201814:00 | Reece Marshall 5 (P) Stephen Myler 8 (pd 2K) | 13:63(13:15) | Alex Lozowski 5 (P) Ben Spencer 5 (P) Chris Wyles 5 (P) Jackson Wray 5 (P) Liam Williams 5 (P) Mako Vunipola 5 (P) Nathan Earle 5 (P) Owen Farrell 18 (6pd 2K) Schalk Brits 5 (P) Sean Maitland 5 (P) | Franklin’s Gardens, Northampton Widzów: 13673 Sędzia: Craig Maxwell-Keys |

| 7 kwietnia 201815:00 | Harlequins                    | 5:35(0:22) | London Irish                                                                           | Twickenham Stoop, Londyn Widzów: 12053 Sędzia: Ian Tempest |
| 7 kwietnia 201815:00 | Jack Clifford 5 (P)           | 5:35(0:22) | Max Northcote-Green 5 (P) Piet van Zyl 10 (2P) Tom Fowlie 5 (P) Tommy Bell 15 (3pd 3K) | Twickenham Stoop, Londyn Widzów: 12053 Sędzia: Ian Tempest |
| 7 kwietnia 201815:00 | Charlie Matthews · Danny Care | 5:35(0:22) |                                                                                        | Twickenham Stoop, Londyn Widzów: 12053 Sędzia: Ian Tempest |

| 7 kwietnia 201815:00 | Worcester Warriors                                                                | 27:13(6:13) | Newcastle Falcons                          | Sixways Stadium, Worcester Widzów: 7891 Sędzia: Christophe Ridley |
| 7 kwietnia 201815:00 | Chris Pennell 6 (2K) David Denton 10 (2P) Dorian Jones 6 (3pd) Nic Schonert 5 (P) | 27:13(6:13) | Toby Flood 8 (pd 2K) Vereniki Goneva 5 (P) | Sixways Stadium, Worcester Widzów: 7891 Sędzia: Christophe Ridley |

| 8 kwietnia 201815:00 | Exeter | 46:10(22:3) | Gloucester                                 | Sandy Park, Exeter Widzów: 12760 Sędzia: Tom Foley |
| 8 kwietnia 201815:00 | Alec Hepburn 5 (P) Gareth Steenson 5 (P) Jack Nowell 10 (2P) Joe Simmonds 16 (5pd 2K) Olly Woodburn 5 (P) Sam Simmonds 5 (P) | 46:10(22:3) | Callum Braley 5 (P) Owen Williams 5 (pd K) | Sandy Park, Exeter Widzów: 12760 Sędzia: Tom Foley |
| 8 kwietnia 201815:00 | Ruan Ackermann | 46:10(22:3) |                                            | Sandy Park, Exeter Widzów: 12760 Sędzia: Tom Foley |

| 13 kwietnia 201819:45 | Newcastle Falcons | 35:30(25:14) | Sale Sharks                                                   | Kingston Park, Newcastle upon Tyne Widzów: 7021 Sędzia: Craig Maxwell-Keys |
| 13 kwietnia 201819:45 | Calum Green 5 (P) Gary Graham 5 (P) Joel Hodgson 10 (2pd 2K) Rob Vickers 5 (P) Scott Lawson 5 (P) Simon Hammersley 5 (P) | 35:30(25:14) | AJ MacGinty 15 (3pd 3K) Ben Curry 5 (P) Marland Yarde 10 (2P) | Kingston Park, Newcastle upon Tyne Widzów: 7021 Sędzia: Craig Maxwell-Keys |
| 13 kwietnia 201819:45 | Will Welch | 35:30(25:14) |                                                               | Kingston Park, Newcastle upon Tyne Widzów: 7021 Sędzia: Craig Maxwell-Keys |

| 14 kwietnia 201815:00 | Gloucester | 37:9(13:9) | Harlequins          | Kingsholm Stadium, Gloucester Widzów: 13892 Sędzia: Luke Pearce |
| 14 kwietnia 201815:00 | Billy Twelvetrees 17 (4pd 3K) Callum Braley 5 (P) Jake Polledri 5 (P) Jason Woodward 5 (P) Ruan Ackermann 5 (P) | 37:9(13:9) | Marcus Smith 9 (3K) | Kingsholm Stadium, Gloucester Widzów: 13892 Sędzia: Luke Pearce |

| 14 kwietnia 201815:00 | Leicester Tigers                                              | 21:27(12:17) | Northampton Saints                                                              | Welford Road, Leicester Widzów: 25849 Sędzia: Matt Carley |
| 14 kwietnia 201815:00 | George Ford 11 (pd 3K) Matt Toʻomua 5 (P) Telusa Veainu 5 (P) | 21:27(12:17) | Ahsee Tuala 5 (P) Ben Foden 5 (P) Cobus Reinach 5 (P) Stephen Myler 12 (3pd 2K) | Welford Road, Leicester Widzów: 25849 Sędzia: Matt Carley |
| 14 kwietnia 201815:00 | Alex Waller                                                   | 21:27(12:17) |                                                                                 | Welford Road, Leicester Widzów: 25849 Sędzia: Matt Carley |

| 14 kwietnia 201815:00 | London Wasps                                                                                               | 30:15(23:3) | Worcester Warriors                                                            | Ricoh Arena, Coventry Widzów: 16374 Sędzia: Ian Tempest |
| 14 kwietnia 201815:00 | Christian Wade 10 (2P) Elliot Daly 2 (pd) Jimmy Gopperth 8 (pd 2K) Joe Launchbury 5 (P) Josh Bassett 5 (P) | 30:15(23:3) | Dean Hammond 5 (P) Dorian Jones 3 (K) Jamie Shillcock 2 (pd) Josh Adams 5 (P) | Ricoh Arena, Coventry Widzów: 16374 Sędzia: Ian Tempest |
| 14 kwietnia 201815:00 | Jack Willis · Jimmy Gopperth                                                                               | 30:15(23:3) |                                                                               | Ricoh Arena, Coventry Widzów: 16374 Sędzia: Ian Tempest |

| 15 kwietnia 201815:00 | London Irish         | 5:45(0:21) | Exeter                                                                                             | Madejski Stadium, Reading Widzów: 7849 Sędzia: JP Doyle |
| 15 kwietnia 201815:00 | Joe Cokanasiga 5 (P) | 5:45(0:21) | Ben Moon 5 (P) Gareth Steenson 15 (6pd K) Jack Yeandle 5 (P) Mitch Lees 5 (P) Sam Simmonds 15 (3P) | Madejski Stadium, Reading Widzów: 7849 Sędzia: JP Doyle |

| 15 kwietnia 201815:00 | Saracens | 41:6(15:6) | Bath                   | Allianz Park, Londyn Widzów: 10000 Sędzia: Karl Dickson |
| 15 kwietnia 201815:00 | Ben Spencer 5 (P) Liam Williams 5 (P) Owen Farrell 16 (P 4pd K) Richard Wigglesworth 5 (P) Schalk Brits 5 (P) Schalk Burger 5 (P) | 41:6(15:6) | Rhys Priestland 6 (2K) | Allianz Park, Londyn Widzów: 10000 Sędzia: Karl Dickson |
| 15 kwietnia 201815:00 | Duncan Taylor | 41:6(15:6) |                        | Allianz Park, Londyn Widzów: 10000 Sędzia: Karl Dickson |

| 27 kwietnia 201819:45 | Leicester Tigers                                                 | 23:25(13:13) | Newcastle Falcons                                                                                                 | Welford Road, Leicester Widzów: 23828 Sędzia: Luke Pearce |
| 27 kwietnia 201819:45 | George Ford 13 (2pd 3K) Jonny May 5 (P) Michael Fitzgerald 5 (P) | 23:25(13:13) | Allister Hogg 5 (P) Joel Hodgson 5 (pd K) Juan Pablo Socino 3 (K) Sonatane Takulua 2 (pd) Vereniki Goneva 10 (2P) | Welford Road, Leicester Widzów: 23828 Sędzia: Luke Pearce |
| 27 kwietnia 201819:45 | Sione Kalamafoni                                                 | 23:25(13:13) | | Welford Road, Leicester Widzów: 23828 Sędzia: Luke Pearce |

| 28 kwietnia 201815:00 | Exeter | 34:19(17:14) | Sale Sharks                                                      | Sandy Park, Exeter Widzów: 12754 Sędzia: Karl Dickson |
| 28 kwietnia 201815:00 | Gareth Steenson 5 (pd K) Greg Holmes 5 (P) Jack Yeandle 5 (P) Joe Simmonds 9 (3pd K) Lachie Turner 5 (P) Nic White 5 (P) | 34:19(17:14) | AJ MacGinty 4 (2pd) Andrey Ostrikov 5 (P) Byron McGuigan 10 (2P) | Sandy Park, Exeter Widzów: 12754 Sędzia: Karl Dickson |

| 28 kwietnia 201815:00 | Gloucester                                                         | 20:43(13:26) | Bath | Kingsholm Stadium, Gloucester Widzów: 16115 Sędzia: Wayne Barnes |
| 28 kwietnia 201815:00 | Billy Twelvetrees 10 (2pd 2K) Ed Slater 5 (P) Jason Woodward 5 (P) | 20:43(13:26) | Aled Brew 5 (P) Cooper Vuna 5 (P) Freddie Burns 2 (pd) James Wilson 5 (P) Rhys Priestland 16 (P 4pd K) Tom Dunn 5 (P) Tom Homer 5 (P) | Kingsholm Stadium, Gloucester Widzów: 16115 Sędzia: Wayne Barnes |

| 28 kwietnia 201815:00 | Worcester Warriors | 44:13(25:13) | Harlequins                                  | Sixways Stadium, Worcester Widzów: 10582 Sędzia: Craig Maxwell-Keys |
| 28 kwietnia 201815:00 | Ben Te'o 5 (P) Bryce Heem 5 (P) Darren Barry 5 (P) Dorian Jones 5 (pd K) Francois Hougaard 5 (P) Jackson Willison 10 (2P) Jamie Shillcock 9 (P 2pd) | 44:13(25:13) | Charlie Walker 5 (P) Marcus Smith 8 (pd 2K) | Sixways Stadium, Worcester Widzów: 10582 Sędzia: Craig Maxwell-Keys |
| 28 kwietnia 201815:00 | Danny Care | 44:13(25:13) |                                             | Sixways Stadium, Worcester Widzów: 10582 Sędzia: Craig Maxwell-Keys |

| 29 kwietnia 201815:00 | London Irish                                                   | 14:51(14:16) | Saracens | Madejski Stadium, Reading Widzów: 7628 Sędzia: Ian Tempest |
| 29 kwietnia 201815:00 | Greig Tonks 4 (2pd) Joe Cokanasiga 5 (P) Johnny Williams 5 (P) | 14:51(14:16) | Alex Goode 5 (P) Brad Barritt 5 (P) Duncan Taylor 5 (P) Marcelo Bosch 5 (P) Michael Rhodes 5 (P) Owen Farrell 16 (5pd 2K) Richard Barrington 5 (P) Schalk Brits 5 (P) | Madejski Stadium, Reading Widzów: 7628 Sędzia: Ian Tempest |
| 29 kwietnia 201815:00 | Blair Cowan · Josh McNally                                     | 14:51(14:16) | Maro Itoje | Madejski Stadium, Reading Widzów: 7628 Sędzia: Ian Tempest |

| 29 kwietnia 201815:00 | London Wasps                                                                            | 36:29(21:17) | Northampton Saints | Ricoh Arena, Coventry Widzów: 23274 Sędzia: Matt Carley |
| 29 kwietnia 201815:00 | Christian Wade 10 (2P) Elliot Daly 5 (P) Jimmy Gopperth 16 (2pd 4K) Juan De Jongh 5 (P) | 36:29(21:17) | Ahsee Tuala 5 (P) Alex Mitchell 5 (P) Api Ratuniyarawa 5 (P) James Grayson 2 (pd) Stephen Myler 7 (2pd K) Teimana Harrison 5 (P) | Ricoh Arena, Coventry Widzów: 23274 Sędzia: Matt Carley |
| 29 kwietnia 201815:00 | Luther Burrell                                                                          | 36:29(21:17) | | Ricoh Arena, Coventry Widzów: 23274 Sędzia: Matt Carley |

| 5 maja 201816:00 | Bath | 63:19(35:0) | London Irish                                                                | The Recreation Ground, Bath Widzów: 14509 Sędzia: Matt Carley |
| 5 maja 201816:00 | Cooper Vuna 5 (P) Elliott Stooke 5 (P) Freddie Burns 8 (4pd) James Wilson 10 (2P) Matt Banahan 15 (3P) Rhys Priestland 10 (5pd) Taulupe Faletau 5 (P) Will Vaughan 5 (P) | 63:19(35:0) | Ben Loader 5 (P) David Paice 2 (pd) Greig Tonks 2 (pd) Josh McNally 10 (2P) | The Recreation Ground, Bath Widzów: 14509 Sędzia: Matt Carley |
| 5 maja 201816:00 | Matt Garvey | 63:19(35:0) |                                                                             | The Recreation Ground, Bath Widzów: 14509 Sędzia: Matt Carley |

| 5 maja 201816:00 | Harlequins                                 | 17:41(17:24) | Exeter | Twickenham Stoop, Londyn Widzów: 12384 Sędzia: Christophe Ridley |
| 5 maja 201816:00 | Marcus Smith 12 (P 2pd K) Mike Brown 5 (P) | 17:41(17:24) | Alec Hepburn 5 (P) Dave Dennis 10 (2P) Dave Ewers 5 (P) Gareth Steenson 7 (2pd K) Joe Simmonds 9 (P 2pd) Tom Hendrickson 5 (P) | Twickenham Stoop, Londyn Widzów: 12384 Sędzia: Christophe Ridley |

| 5 maja 201816:00 | Newcastle Falcons                                                                                       | 22:39(3:19) | London Wasps | Kingston Park, Newcastle upon Tyne Widzów: 10100 Sędzia: Ian Tempest |
| 5 maja 201816:00 | Craig Willis 4 (2pd) Evan Olmstead 5 (P) Josh Matavesi 5 (P) Sonatane Takulua 3 (K) Zach Kibirige 5 (P) | 22:39(3:19) | Danny Cipriani 7 (P pd) Elliot Daly 7 (P pd) Jimmy Gopperth 10 (P pd K) Josh Bassett 5 (P) Tom Cruse 5 (P) Willie le Roux 5 (P) | Kingston Park, Newcastle upon Tyne Widzów: 10100 Sędzia: Ian Tempest |
| 5 maja 201816:00 | Thomas Young                                                                                            | 22:39(3:19) | | Kingston Park, Newcastle upon Tyne Widzów: 10100 Sędzia: Ian Tempest |

| 5 maja 201816:00 | Northampton Saints                                                                                                   | 32:24(10:14) | Worcester Warriors                                        | Franklin’s Gardens, Northampton Widzów: 14121 Sędzia: Luke Pearce |
| 5 maja 201816:00 | Ben Foden 5 (P) James Grayson 9 (3pd K) Mitch Eadie 5 (P) Nafi Tuitavake 5 (P) Stephen Myler 3 (K) Tom Collins 5 (P) | 32:24(10:14) | Ben Te'o 5 (P) Dorian Jones 9 (3pd K) Will Butler 10 (2P) | Franklin’s Gardens, Northampton Widzów: 14121 Sędzia: Luke Pearce |
| 5 maja 201816:00 | Ben Foden | 32:24(10:14) | Josh Adams                                                | Franklin’s Gardens, Northampton Widzów: 14121 Sędzia: Luke Pearce |

| 5 maja 201816:00 | Sale Sharks                               | 13:35(6:7) | Leicester Tigers                                                      | AJ Bell Stadium, Manchester Widzów: 10050 Sędzia: Wayne Barnes |
| 5 maja 201816:00 | AJ MacGinty 8 (pd 2K) Marland Yarde 5 (P) | 13:35(6:7) | George Ford 20 (P 3pd dg 2K) Jonah Holmes 10 (2P) Mike Williams 5 (P) | AJ Bell Stadium, Manchester Widzów: 10050 Sędzia: Wayne Barnes |

| 5 maja 201816:00 | Saracens | 62:12(22:12) | Gloucester                                                         | Allianz Park, Londyn Widzów: 10000 Sędzia: Craig Maxwell-Keys |
| 5 maja 201816:00 | Ben Spencer 14 (2P 2pd) Chris Wyles 5 (P) Juan Figallo 5 (P) Liam Williams 5 (P) Maro Itoje 5 (P) Owen Farrell 16 (P 4pd K) Sean Maitland 5 (P) karne przyłożenie – 7 | 62:12(22:12) | Billy Twelvetrees 2 (pd) David Halaifonua 5 (P) Tom Seabrook 5 (P) | Allianz Park, Londyn Widzów: 10000 Sędzia: Craig Maxwell-Keys |
| 5 maja 201816:00 | Jeremy Thrush | 62:12(22:12) |                                                                    | Allianz Park, Londyn Widzów: 10000 Sędzia: Craig Maxwell-Keys |

| 19 maja 201812:30 | Saracens | 57:33(23:5) | London Wasps | Allianz Park, Londyn Widzów: 10000 Sędzia: JP Doyle |
| 19 maja 201812:30 | Alex Lozowski 5 (P) Ben Spencer 5 (P) Chris Wyles 5 (P) Juan Figallo 5 (P) Maro Itoje 5 (P) Owen Farrell 27 (6pd 5K) Vincent Koch 5 (P) | 57:33(23:5) | Christian Wade 5 (P) Danny Cipriani 4 (2pd) Jake Cooper-Woolley 5 (P) Jimmy Gopperth 4 (2pd) Thomas Young 5 (P) Willie le Roux 10 (2P) | Allianz Park, Londyn Widzów: 10000 Sędzia: JP Doyle |

| 19 maja 201815:30 | Exeter                                                                                               | 36:5(16:0) | Newcastle Falcons | Sandy Park, Exeter Widzów: 12772 Sędzia: Matt Carley |
| 19 maja 201815:30 | Don Armand 5 (P) Gareth Steenson 2 (pd) Joe Simmonds 19 (2pd 5K) Nic White 5 (P) Olly Woodburn 5 (P) | 36:5(16:0) | Alex Tait 5 (P)   | Sandy Park, Exeter Widzów: 12772 Sędzia: Matt Carley |
| 19 maja 201815:30 | Evan Olmstead                                                                                        | 36:5(16:0) |                   | Sandy Park, Exeter Widzów: 12772 Sędzia: Matt Carley |

| 26 maja 201815:00 | Exeter                                      | 10:27(3:12) | Saracens                                                                                           | Twickenham Stadium Londyn Widzów: 75128 Sędzia: Wayne Barnes |
| 26 maja 201815:00 | Gareth Steenson 7 (P pd) Joe Simmonds 3 (K) | 10:27(3:12) | Ben Spencer 3 (K) Billy Vunipola 5 (P) Chris Wyles 10 (2P) Nathan Earle 5 (P) Owen Farrell 4 (2pd) | Twickenham Stadium Londyn Widzów: 75128 Sędzia: Wayne Barnes |
| 26 maja 201815:00 | Schalk Brits                                | 10:27(3:12) | | Twickenham Stadium Londyn Widzów: 75128 Sędzia: Wayne Barnes |

## Faza pucharowa
|  |                   |                   |          |              |    |        |        |       |
|  | Półfinał          | Półfinał          | Półfinał |              |    | Finał  | Finał  | Finał |
|  | Półfinał          | Półfinał          | Półfinał |              |    | Finał  | Finał  | Finał |
|  | 19 maja 2018      |                   |          |              |    |        |        |       |
|  |                   |                   |          |              |    |        |        |       |
|  | Exeter            | Exeter            | 36       |              |    |        |        |       |
|  | Exeter            | Exeter            | 36       | 26 maja 2018 |    |        |        |       |
|  | Newcastle Falcons | Newcastle Falcons | 5        |              |    |        |        |       |
|  | Newcastle Falcons | Newcastle Falcons | 5        |              |    | Exeter | Exeter | 10    |
|  | 19 maja 2018      |                   |          |              |    | Exeter | Exeter | 10    |
|  |                   |                   | Saracens | Saracens     | 27 |        |        |       |
|  | Saracens          | Saracens          | Saracens | Saracens     | 27 | 57     |        |       |
|  | Saracens          | Saracens          |          |              |    |        |        |       |
|  | London Wasps      | London Wasps      | 33       |              |    |        |        |       |
|  | London Wasps      | London Wasps      | 33       |              |    |        |        |       |

| 19 maja 201815:30 | Exeter                                                                                               | 36:5(16:0) | Newcastle Falcons | Sandy Park, Exeter Widzów: 12772 Sędzia: Matt Carley |
| 19 maja 201815:30 | Don Armand 5 (P) Gareth Steenson 2 (pd) Joe Simmonds 19 (2pd 5K) Nic White 5 (P) Olly Woodburn 5 (P) | 36:5(16:0) | Alex Tait 5 (P)   | Sandy Park, Exeter Widzów: 12772 Sędzia: Matt Carley |
| 19 maja 201815:30 | Evan Olmstead                                                                                        | 36:5(16:0) |                   | Sandy Park, Exeter Widzów: 12772 Sędzia: Matt Carley |

| 19 maja 201812:30 | Saracens | 57:33(23:5) | London Wasps | Allianz Park, Londyn Widzów: 10000 Sędzia: JP Doyle |
| 19 maja 201812:30 | Alex Lozowski 5 (P) Ben Spencer 5 (P) Chris Wyles 5 (P) Juan Figallo 5 (P) Maro Itoje 5 (P) Owen Farrell 27 (6pd 5K) Vincent Koch 5 (P) | 57:33(23:5) | Christian Wade 5 (P) Danny Cipriani 4 (2pd) Jake Cooper-Woolley 5 (P) Jimmy Gopperth 4 (2pd) Thomas Young 5 (P) Willie le Roux 10 (2P) | Allianz Park, Londyn Widzów: 10000 Sędzia: JP Doyle |

| 26 maja 201815:00 | Exeter                                      | 10:27(3:12) | Saracens                                                                                           | Twickenham Stadium Londyn Widzów: 75128 Sędzia: Wayne Barnes |
| 26 maja 201815:00 | Gareth Steenson 7 (P pd) Joe Simmonds 3 (K) | 10:27(3:12) | Ben Spencer 3 (K) Billy Vunipola 5 (P) Chris Wyles 10 (2P) Nathan Earle 5 (P) Owen Farrell 4 (2pd) | Twickenham Stadium Londyn Widzów: 75128 Sędzia: Wayne Barnes |
| 26 maja 201815:00 | Schalk Brits                                | 10:27(3:12) | | Twickenham Stadium Londyn Widzów: 75128 Sędzia: Wayne Barnes |